# José Pintos Saldanha
José Luis Pintos Saldanha (født 25. marts 1964 i Artigas, Uruguay) er en tidligere uruguayansk fodboldspiller (forsvarer), der mellem 1987 og 1991 spillede 19 kampe for Uruguays landshold. Han deltog blandt andet ved VM i 1990 i Italien, samt ved tre udgaver af Copa América.
På klubplan spillede Saldanha ti sæsoner hos Montevideo-storklubben Nacional.